# Jezioro Zimnochy
Jezioro Zimnochy – jezioro na Pojezierzu Dzierzgońsko-Morąskim, w gminie Godkowo, w powiecie elbląskim o powierzchni 23,5 hektarów i głębokości maksymalnej 5,7 metrów. Jezioro ma długość 0,8 km i szerokość 0,4 km. Nad jeziorem leży wieś Zimnochy. Przez akwen przepływa rzeka Wąska. Na podstawie badań przeprowadzonych w 1994 roku wody jeziora zakwalifikowano do III klasy czystości, a zbiornik do III kategorii podatności na degradację.